# Palowice (przystanek kolejowy)
Palowice – nieczynny przystanek osobowy w Palowicach, w powiecie rybnickim, w Polsce.